# Přímořská říše
Přímořská říše (či Přímořské království, Přímořská země nebo jen Přímoří), akkadsky URU. KUki nebo později Dilmun a mat Tamti, je název starověké oblasti přiléhající k horní části Perského zálivu a bažinaté delty do něj se vlévajících řek. Královské seznamy uvádějí deset nebo jedenáct jmen z Přímořské dynastie, která jsou akkadského nebo sumerského původu a honosí se titulem králů mořského pobřeží. Zdá se, že byli současníky prvních kassitských vládců na severu. Ze záznamů je např. známý boj o babylonský trůn mezi kassitským králem Agumem II. a Gulkišarem. I když nevíme mnoho o trvání této entity, existuje dostatek babylonských zdrojů z konce druhého a poloviny prvního tisíciletí př. n. l., které dokládají jeho existenci a aktivní podíl na boji proti asyrské nadvládě.
Kolem roku 1720 př. n. l. zde vypuklo povstání proti babylonskému králi Samsu-Ilunovi, po kterém se v krajině ujímá vlády Přímořská dynastie a za vlády Ulam-Buriaše a Kaštiliaše III. je tato oblast definitivně přičleněna k Babylonii.
Na začátku 10. století př. n. l. do této oblasti migrují chaldejské kmeny a později dostává region řecký název Chaldea.

## I. přímořská dynastie
(tzv. II. dynastie babylonská, i když její členové neovládali samotný Babylón)
Ovládala zemi na konci 18. století př. n. l.:
- 1. Iluma-ilun
- 2. Itti-ili-nibi
- 3. Damik-ilišu
- 4. Iškibali
- 5. Šušu-ši
- 6. Gulkišar
- 7. Pešgal-daramaš
- 8. Adara-kalamma
- 9. Ekurduanna
- 10.Melamkur-kurra

?? – neúplné záznamy
- 11.Ea-gamil (Ejjagamalija) – poražen Ulam-Buriašem kolem r. 1460 př. n. l.

## II. přímořská dynastie
(tzv. V. Babylonská 1029–1006 př. n. l.)
- Simmaš-Šichu (1029–1010)
- Ea-Mukin-Šumi (1010–1008)
- Kassu-Nádin-Achché (1008–1006)